# Bibliothèque de Caen
La bibliothèque de Caen est un réseau de bibliothèques situé à Caen, Hérouville-Saint-Clair et Ifs. Elles sont gérées par la communauté urbaine Caen la Mer. Le principal établissement, la bibliothèque Alexis-de-Tocqueville (ou B/\dT), est situé sur les bords du bassin Saint-Pierre. Elle fait partie du réseau des bibliothèques de Caen la Mer, constitué des bibliothèques gérées par la communauté urbaine, des bibliothèques municipales sur le territoire de Caen la Mer et de plusieurs bibliothèques spécialisées.

## Sites
Les 10 bibliothèques gérées par Caen la Mer

Le réseau représente en 2019 plus d'1 million de documents accessibles et empruntables gratuitement, 150 professionnels et près de 45 000 abonnés. 
1. bibliothèque Alexis de Tocqueville (quai François-Mitterrand, à Caen),
2. bibliothèque de Caen - Chemin Vert,
3. bibliothèque de Caen - Folie Couvrechef,
4. bibliothèque de Caen - la Guérinière,
5. bibliothèque de Caen - Grâce de Dieu,
6. bibliothèque de Caen - Maladrerie,
7. bibliothèque de Caen - Pierre Heuzé,
8. bibliothèque de Caen - Venoix,
9. bibliothèque d'Hérouville-Saint-Clair,
10. bibliothèque d'Ifs.

## Le réseau de bibliothèques de Caen la Mer
Les bibliothèques de Caen sont insérées dans le réseau plus large des bibliothèques de Caen la Mer. Créé en 2011, ce réseau est composé : 
- des dix bibliothèques précitées ;
- de six bibliothèques spécialisées :
  - École supérieure d'arts et médias de Caen - Cherbourg ;
  - Mémorial ;
  - Conservatoire ;
  - Musée des Beaux-Arts ;
  - Fonds régional d'art contemporain de Normandie-Caen ;
- de vingt-huit bibliothèques municipales réparties sur l'ensemble du territoire de la communauté urbaine :
  - Authie ;
  - Bénouville ;
  - Biéville-Beuville ;
  - Blainville-sur-Orne ;
  - Bretteville-sur-Odon ;
  - Cairon ;
  - Colleville-Montgomery ;
  - Colombelles ;
  - Cormelles-le-Royal ;
  - Épron ;
  - Fleury-sur-Orne ;
  - Giberville ;
  - Hermanville-sur-Mer ;
  - Le Fresne-Camilly ;
  - Mathieu ;
  - Mondeville (quai des Mondes) ;
  - Mouen ;
  - Ouistreham ;
  - Rots ;
  - Saint-André-sur-Orne ;
  - Sannerville ;
  - Soliers ;
  - Thaon ;
  - Thue et Mue (Bretteville-l'Orgueilleuse) ;
  - Thue et Mue (Cheux) ;
  - Thue et Mue (Putot-en-Bessin) ;
  - Tourville-sur-Odon ;
  - Verson.

## Histoire

### La bibliothèque de l'Université de Caen (XVe–XVIIIesiècles)
Jusqu'au XVe siècle, les bibliothèques les plus importantes se trouvaient dans les établissements religieux. Les plus reconnues étaient celle de l'abbaye aux Hommes, de la collégiale du Saint-Sépulcre de Caen ou du couvent des Cordeliers. En 1431, une bibliothèque publique est créée au sein de l'université de Caen nouvellement fondée par l'occupant anglais. Cette bibliothèque universitaire est ouverte au public à partir de 1453. En 1515, 278 volumes y étaient dénombrés. En mai 1562, les différentes bibliothèques de la ville sont pillées par les troupes huguenotes. La bibliothèque universitaire, privée de la majeure partie de ses collections, est supprimée en 1701. Les quelques ouvrages restants sont confiés à l'intendant de la généralité de Caen, Nicolas-Joseph Foucault.
En 1736, Antoine Cavelier, imprimeur de l'Université, entreprend de reconstituer les fonds de la bibliothèque universitaire. Il est aidé financièrement dans sa tâche par le cardinal de Fleury, abbé commendataire de Saint-Étienne de Caen, et Mgr de Luynes, évêque de Bayeux. Plus de 80 auteurs, tels Voltaire, Antoine Houdar de La Motte, l'abbé de Saint-Pierre, font également don de volumes. Le petit-fils de Samuel Bochart offre 2 662 volumes notamment de remarquables manuscrits arabes réunis par l'érudit. Forte de ces nombreuses donations, la collection, installée dans une galerie du palais des facultés construit entre 1694 et 1704 le long de l'actuelle rue Pasteur, s'élève en 1759 à 7 114 volumes. Après la suppression de la Compagnie de Jésus en 1763-1764, les fonds de la bibliothèque du collège du Mont qui n'ont pas encore été dispersés viennent enrichir cette collection. Dans les années 1780, la bibliothèque comptait environ 13 000 ouvrages. Quand la Révolution française éclate, François Moysant, le conservateur en place depuis 1786, est chargé de la surveillance des bibliothèques des établissements religieux supprimés ; mais en désaccord avec les tournures que prennent les évènements, il s'exile en Angleterre. Son neveu, M. Hébert, prend sa place. Celui-ci préserve l'essentiel des collections qui s'enrichissent également de plusieurs dons effectués par des membres du Gouvernement.

### La bibliothèque municipale (XIXe–XXesiècles)

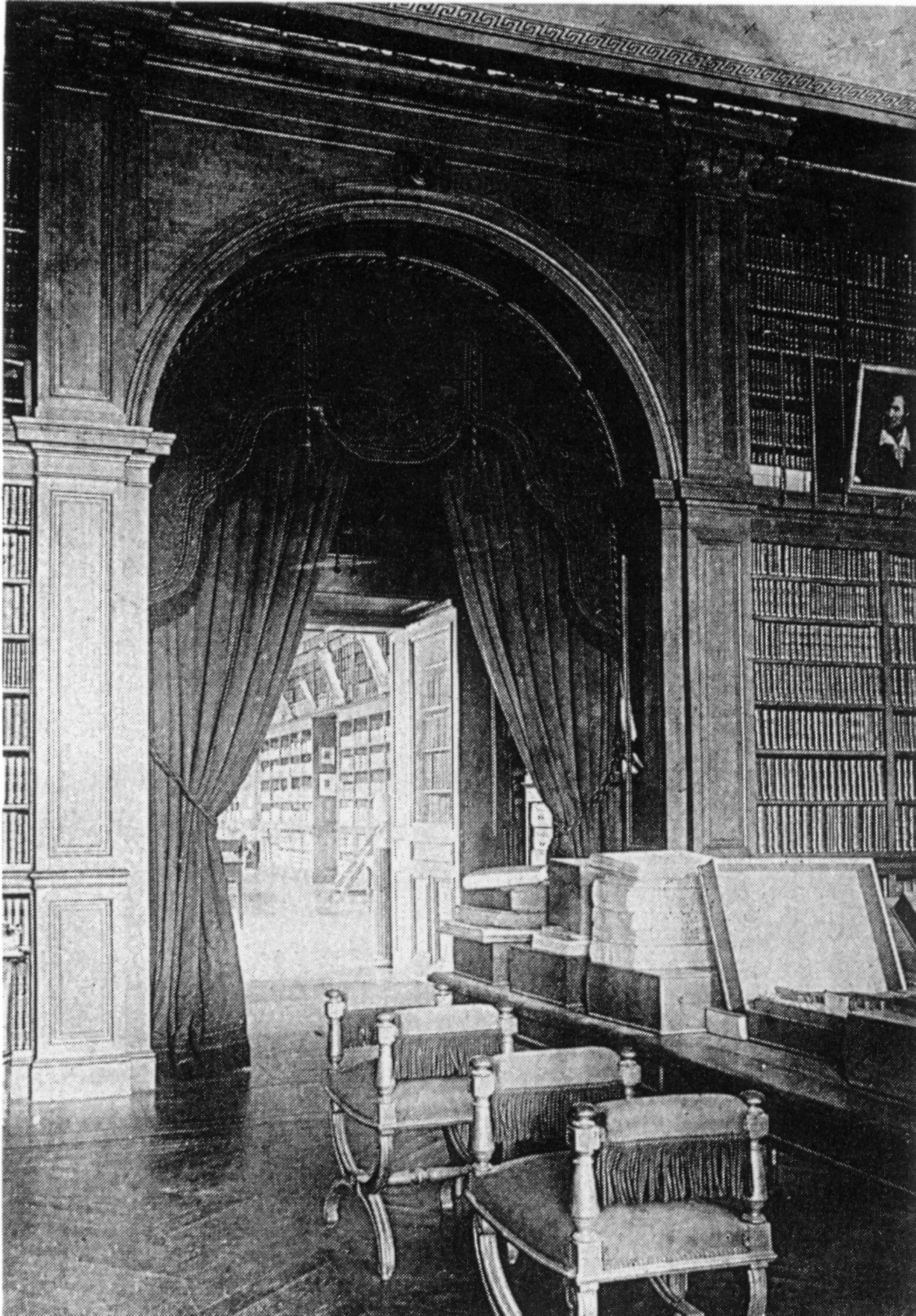
La salle Rayer en 1896.

En 1802, les autorités municipales décident de transférer la bibliothèque dans l'ancienne église des Très-Saints-Cœurs-de-Jésus-et-Marie du séminaire des Eudistes de Caen, transformée en hôtel de ville depuis 1792. À la même époque, François Moysant récupère son poste de conservateur et reprend la collecte des fonds des anciennes maisons religieuses du Calvados. Les fonds de l'ancien couvent des Cordeliers de Caen sont ainsi incorporés à la collection de la bibliothèque devenue municipale. En 1803, d'importants dépôts en provenance de Paris viennent grossir les fonds de la bibliothèque municipale. Après quelques années de travaux (ajout d'un plancher divisant la chapelle en deux), la nouvelle bibliothèque est ouverte au public le 2 juillet 1810.
Installée au premier étage de l'ancienne chapelle, la bibliothèque prend la forme d'une croix latine longue d'environ 48 m sur 26 m (149 pieds de long sur 80 de large)  divisée en trois salles abritant les quelque 25 000 volumes de la collection. En 1858, la municipalité décide d'agrandir la bibliothèque en construisant un nouveau bâtiment dans la continuité de l'ancienne chapelle.
L'entrée de la bibliothèque est éclairée par un vitrail représentant Charles de Bourgueville. Dans la grande salle, sont suspendus 39 portraits représentant des hommes illustres de Caen, comme François de Malherbe, Charles de Bourgueville, Jean Regnault de Segrais, Samuel Bochart, Pierre-Daniel Huet, Gervais de La Rue ou Jacques Crevel (d).
Au XIXe siècle, les collections s'enrichissent de nombreux legs. La fille du docteur Pierre Rayer, ancien étudiant de l'université de Caen, fait ainsi don d'environ 9 000 volumes réunis par son père. Une salle spéciale, décorée de boiseries réalisées par les menuisiers de la Bibliothèque nationale de France, est aménagée dans l'ancienne chapelle des Eudistes. Théophile Baudement, conservateur de la Bibliothèque nationale, lègue de précieux ouvrages annotés par Pierre-Daniel Huet et d'autres documents concernant l'évêque d'Avranches. En 1897, la bibliothèque est classée.

### Destruction et reconstruction de la bibliothèque municipale (1944-2017)
Au moment où la Seconde Guerre mondiale éclate, les fonds de la bibliothèque sont constitués d'environ 200 000 volumes. Les manuscrits et les livres de la Réserve sont mis à l'abri. Le 7 juin 1944, l'ancien séminaire des Eudistes est partiellement détruit lors des premiers bombardements aériens de la bataille de Caen. Le soir du 7 juillet, un nouveau bombardement détruit ce qu'il reste du séminaire et les fonds de la bibliothèque partent en fumée. On projette tout d'abord de reconstruire l'hôtel de ville, la bibliothèque et le musée des Beaux-Arts à leur emplacement d'avant-guerre. Mais le projet est définitivement abandonné en 1954. L'abbaye aux Hommes est transformée en hôtel de ville et il est prévu que la bibliothèque municipale y soit transférée également, mais de nombreux obstacles techniques poussent la Municipalité à prendre la décision en 1964 de construire un bâtiment neuf.
Jean Merlet, architecte en chef des monuments historiques, est chargé de bâtir cette bibliothèque juste en face de l'abbaye à l'emplacement du cinéma Trianon, détruit en novembre 1966. Du fait de son emplacement privilégié sur la place Guillouard - espace public bordé de bâtiments historiques (abbaye aux Hommes, église Saint-Étienne-le-Vieux, palais de justice légèrement plus au nord) -, deux projets s'opposent : la Municipalité souhaiterait un bâtiment sobre en pierre de Caen avec toit en pentes d'ardoise afin qu'il se fonde le plus possible dans le paysage, alors que le Conseil général des bâtiments de France envisage un édifice plus contemporain. Un compromis est finalement trouvé en 1968.
La bibliothèque est ainsi constituée de deux bâtiments contigus. S'élevant sur deux niveaux avec entresol, les ailes sur la place Guillouard et sur l'avenue Sorel sont construites en pierre avec un toit en ardoise ; elles abritent les salles ouvertes au public. Les magasins et les services administratifs, quant à eux, sont construits à l'arrière ; ce bâtiment, plus bas que le précédent, s'élève sur quatre niveaux, l'ensemble étant surmonté d'un toit-terrasse. L'exécution du projet est confiée au cabinet d'architectes Clot et Dupuis. Pendant l'hiver 1968-1969, François Dupuis décide de reprendre le programme en consultant les bibliothécaires et les employés de la future bibliothèque. La nouvelle bibliothèque municipale est finalement ouverte le 1er octobre 1971. Elle est inaugurée le 7 juin 1972. Plusieurs annexes sont également construites dans les nouveaux quartiers aménagés à la périphérie de la ville. La première ouvre à la Guérinière, le 6 mai 1960 et six autres sont créées entre 1975 et 1992.

### La bibliothèque Alexis de Tocqueville au sein du réseau de l'agglomération caennaise (depuis 2017)

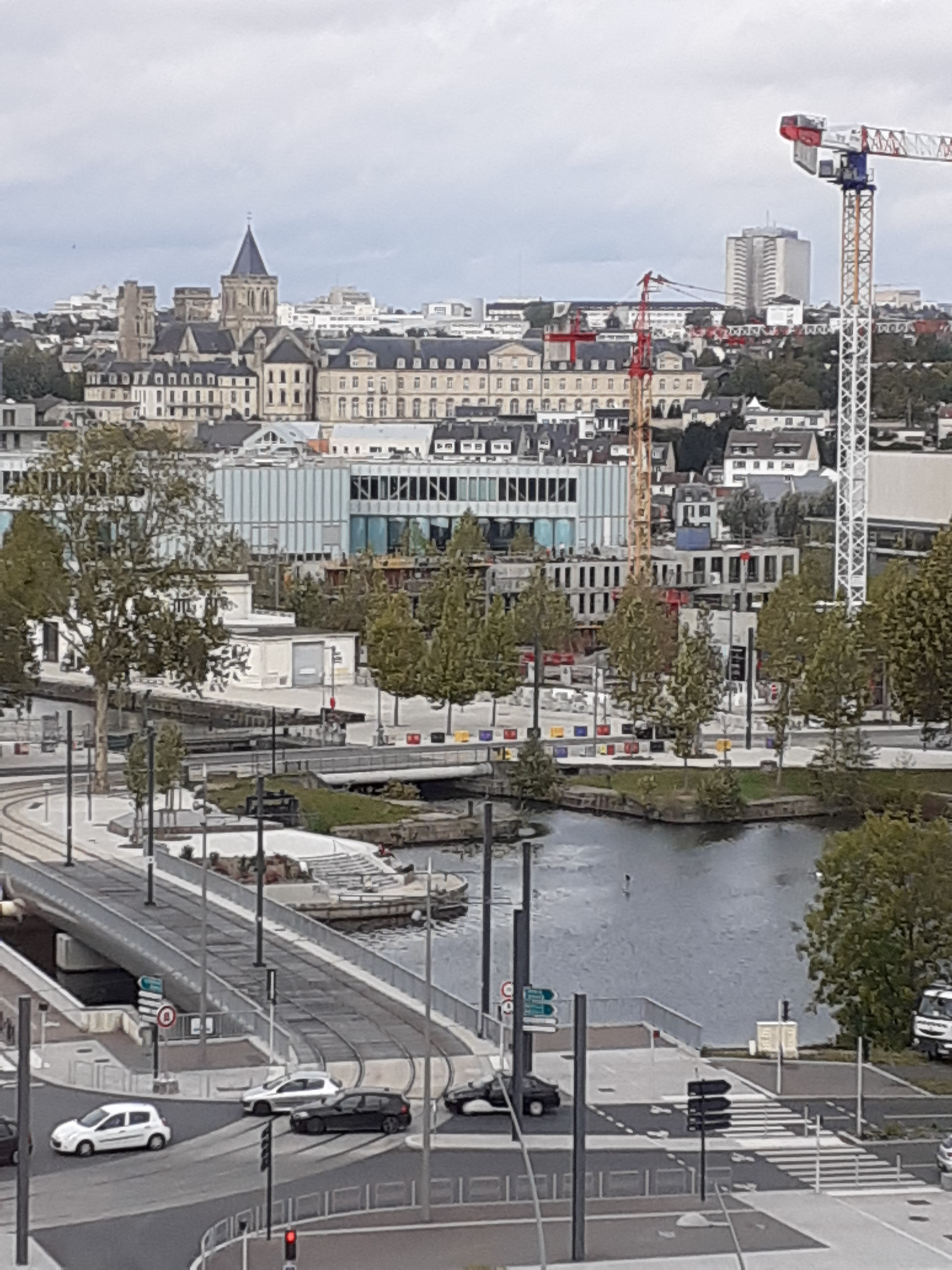
La bibliothèque, entre les Rives de l'Orne et l'Abbaye aux Dames (septembre 2020).

En janvier 2003, les bibliothèques municipales de Caen, Ifs et Hérouville-Saint-Clair sont transférées à la communauté d'agglomération Caen la Mer (devenue communauté urbaine en 2017). Celle-ci décide de construire une bibliothèque multimédia à vocation régionale sur la presqu'île portuaire, à proximité du Cargö et de l'École supérieure d'arts et médias de Caen en remplacement du site du centre-ville de Caen. La nouvelle bibliothèque Alexis-de-Tocqueville, inaugurée le 13 janvier 2017, est ouverte au public le lendemain.

## Collections
|                             | Volumes |
| --------------------------- | ------- |
| Incunables                  | 101     |
| Manuscrits                  | 1 090   |
| Monographies                | 574 752 |
| Périodiques                 | 94      |
| Estampes                    | 6 964   |
| Enregistrement sonore       | 59 690  |
| Documents musicaux imprimés | 646     |

### Fonds spécifiques
Le fonds normand tend à l'exhaustivité sur la production éditoriale des trois départements qui formaient l'ancienne Basse-Normandie, à savoir le Calvados, la Manche et l'Orne. Les documents qui peuvent être empruntés figurent au sein des quatre pôles du premier étage et du pôle enfance où ils peuvent être repérés grâce à une signalétique spécifique. Les autres, conservés dans les salles d'archives, sont consultables, sur demande, dans la salle de lecture des fonds anciens.
En lien avec le festival Les Boréales a été constitué depuis 2009 un fonds « Cultures et civilisations nordiques » qui regroupe environ 1 200 documents multi-supports fin 2018. En ce qui concerne les livres, seules ont été acquises des œuvres traduites en français, par souci de complémentarité avec la bibliothèque universitaire qui propose de nombreux ouvrages en langues originales.
À la même date a été créé un fonds « Arts du spectacle », de nombreuses compagnies de théâtre et de danse étant implantées dans la région. Ce fonds est présenté dans le pôle Arts du premier étage de la bibliothèque. Il regroupait près de 7 000 documents début 2017.

### Lecture adaptée
L'équipement de Caen propose un certain nombre de documents adaptés aux déficients visuels et personnes empêchées de lire : près de 6 000 titres de CD lus, des ouvrages en braille, l'accès à la presse écrite par Vocale Presse, service de lecture audio, ainsi que des films et documentaires en audiodescription. Il comporte aussi des documents adaptés aux malentendants : films et documentaires sous-titrés.

### Dépôt légal

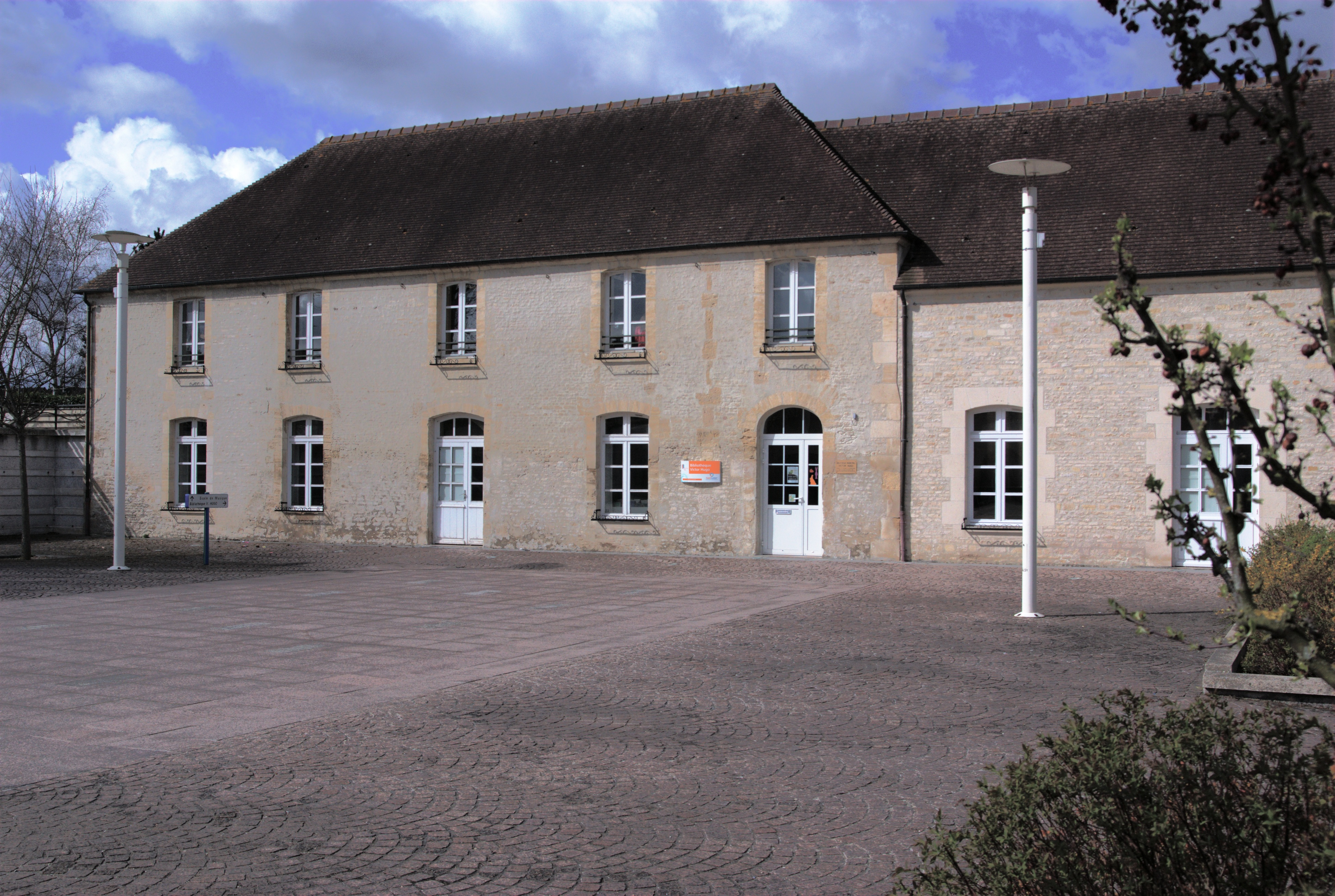
Bibliothèque d'Ifs.

La bibliothèque de Caen est attributaire du dépôt légal imprimeur de Basse-Normandie. Après la fusion des deux Normandie, elle reste habilitée à recevoir tous les documents imprimés dans les départements de la Manche, de l'Orne et du Calvados.

## La bibliothèque Alexis-de-Tocqueville

### Situation
Le choix de l'implantation de la nouvelle bibliothèque s'inscrit dans le cadre de l'opération de revitalisation de la presqu'île de Caen, délaissée par l'abandon des activités portuaires sur l'Orne et le canal de Caen à la mer dans les années 1980. La reconquête urbaine de ce territoire de 600 ha a été engagée en 2010 pour une durée de vingt ans. La pointe de la presqu'île, partie la plus visible et la plus avancée en termes d’aménagements, face au port, accueille plusieurs équipements publics d'envergure dont la bibliothèque Alexis-de-Tocqueville se veut « la proue ». Le nouvel équipement s'inscrit ainsi à la jonction de la ville historique et de la ville en développement.
Dans son projet, l'architecte lauréat du concours de maîtrise d’œuvre a pris en compte cette volonté d'implanter le bâtiment dans cette nouvelle centralité en orientant son plan en croix de telle sorte que symboliquement, deux de ses branches tendent vers l'abbaye aux Hommes et l'abbaye aux Dames, monuments fondateurs de la ville tandis que les deux autres pointent vers la gare et la presqu'île portuaire, tournés vers l'avenir. Le rez-de-chaussée de la bibliothèque, conçu comme un hall traversant, s'affirme comme le lieu de passage connectant la ville historique et la ville en devenir.
L'équipement s'inscrit en bordure du bassin Saint-Pierre et du quai François-Mitterrand rendu piéton au sud-ouest et jouxte un vaste parc conçu par le paysagiste Michel Desvignes au nord-est. L'ensemble des aménagements paysagers et de loisirs (grande pelouse, maison du nautisme, skate-park, hôtellerie fluviale, auberge de jeunesse, etc.) est visible depuis les différents niveaux de la bibliothèque grâce à ses façades en verre .

### Historique
Dès 2005, Caen la Mer lance une réflexion collective avec l’État (direction régionale des affaires culturelles), la Région (alors de Basse-Normandie) et le département du Calvados, sur la place et l’organisation de la lecture publique à l'échelle du territoire régional. En partenariat financier avec l’État, elle commande au bureau d'études Tosca Consultants une enquête en trois phases (étude de l'existant, bilan critique, orientations et définition des priorités) qui se déroule en 2005-2006. Sur la base des conclusions de cette étude, le projet d'une bibliothèque à vocation régionale est inscrit au contrant de projets État/Région 2007-2013 au titre de sa quatrième orientation « L’accessibilité du territoire et la cohésion sociale et territoriale régionale ». Pour les partenaires, « il ne s’agissait pas seulement d’imaginer un bâtiment plus grand que l’ancienne bibliothèque centrale de Caen mais d’inventer un nouveau type de bibliothèque ».
En 2010, Caen la Mer lance le concours pour la maîtrise d’œuvre et le 25 juin 2010, le projet de Rem Koolhaas est retenu. Son coût, estimé à 48,3 millions d'euros, s'est élevé au total à 63,7 millions d'euros. Le chantier de la future bibliothèque est lancé le 6 juillet 2013 pour une ouverture prévue à l'automne 2016. Le 1er février 2016, le président de Caen la Mer annonce que l'établissement sera nommé bibliothèque Alexis-de-Tocqueville. Ce choix résulte de la volonté politique d'ancrer localement le futur équipement culturel et d'affirmer sa mission de démocratisation et d'émancipation des citoyens par la connaissance, le savoir et le goût, personnifiée par l'auteur de De la démocratie en Amérique (1835).
La bibliothèque Alexis-de-Tocqueville est inaugurée le 13 janvier 2017 en présence de l'architecte néerlandais, de descendants directs d'Alexis de Tocqueville et de la ministre de la culture, Audrey Azoulay. L'établissement est ouvert au public le lendemain.

### Architecture

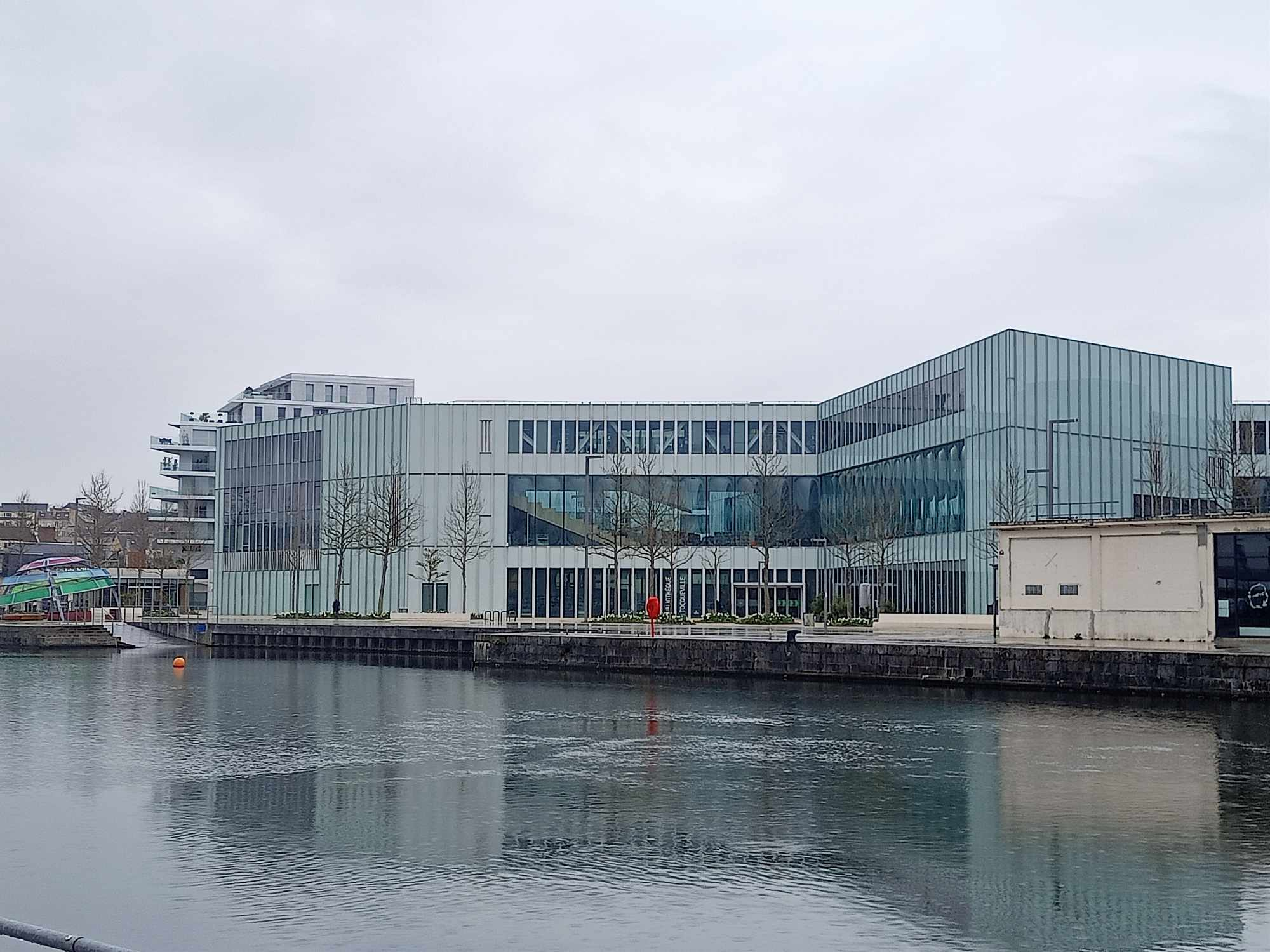
La bibliothèque Alexis de Tocqueville de face, en mars 2024.

Le bâtiment, conçu par Rem Koolhaas, associé avec Barcode Architects et Clément Blanchet Architecture, se veut un « prototype de bibliothèque du futur », mêlant high tech et génie civil. Il relève d'« un travail sur la dualité du plein et du vide ». « Cette dialectique parcourt le projet : plein du rez-de-chaussée, des bureaux et des noyaux, vide de l’étage de consultation qui est aussi le plateau principal ; plein des façades en verre translucide, vide des façades transparentes et bombées qui placent le visiteur en surplomb sur l’espace public. Cette alternance incarne parfaitement la vocation de la bibliothèque : nourrir la curiosité tout en la creusant ; proposer et susciter ; constituer des fonds mais aussi faire la place pour ce qui vient ; se perdre et trouver ». La structure du bâtiment permet de libérer les façades de leur fonction porteuse pour les vitrer entièrement et donner la ville à voir. La bibliothèque repose en effet sur quatre noyaux structurels situés aux extrémités du bâtiment en forme de croix de saint André. Sur les noyaux porteurs prennent appui deux poutres en treillis qui portent le dernier étage de la bibliothèque. Le rez-de-chaussée apparait comme un vaste forum qui permet l'accès à un auditorium d'une jauge de 150 personnes, une salle d'exposition de 350 m2 et un café-restaurant de 100 couverts. Au premier étage, la salle de lecture se présente comme un vaste plateau unitaire, libre de toute cloison, conçu comme un « salon urbain ». Pour Rem Koolhaas, en effet, « la conservation des livres n’(est) pas le point de départ de la conception de la bibliothèque, mais plutôt son accessibilité pour les lecteurs » Au deuxième étage, se situent les bureaux administratifs et l'espace pour les enfants.

#### Les maîtres-mots du projet
- l'accessibilité d'un équipement ouvert à tous les publics dans un espace décloisonné ;
- la modularité d'une bibliothèque ultra connectée (186 postes informatiques, 39 accès au catalogue numérique et 56 feuilletoirs numériques) et au mobilier amovible pour susciter ou se prêter à des usages renouvelés ;
- la diversité des espaces et des modalités d'appropriation ;
- l'autonomie des usagers (emprunt et retour entièrement automatisé, tant à l'intérieur qu'à l'extérieur du bâtiment, avec borne de retour accessible côté Tribunal d'instance)[21].

#### L'enveloppe du bâtiment
Elle est constituée d'un mur-rideau, tantôt transparent, tantôt opalescent. Les larges baies en verre bombé ont été spécialement réalisées dans une fabrique de Padoue en Italie : elles permettent la vision à 360° de la ville. Le reste de la façade, les noyaux porteurs et le dernier étage sont recouverts « d’éléments de type Shadow Box qui créent un effet de profondeur grâce à un vitrage placé quelques centimètres devant un parement aluminium ». Ce procédé expérimental a été développé spécifiquement pour la bibliothèque par les bureaux d’études Eliott, Sunglass, VS-A et OMA.

#### Le plan
Chaque branche de la croix accueille une discipline, avec des scénographies spécifiques à leur extrémité : des gradins de lecture pour la littérature, des boîtes imbriquées pour les arts, un cabinet de curiosités pour les sciences humaines et un écran courbe de projection pour le département des sciences et techniques. Ce plan simple facilite la circulation entre les départements.

#### Le mobilier
Les architectes ont eu pour ambition de favoriser la multiplication des possibilités d'occupation spatiale. Le mobilier se caractérise donc par sa flexibilité, son évolutivité et sa simplicité. Aucun rayonnage de fixé et un plan d'implantation en quinconce des boitiers électriques dans les planchers pour les tables numériques afin de permettre plusieurs configurations d'aménagement de la salle de lecture. Les bureaux des bibliothécaires, les accès au catalogue et les bornes de retrait ou de prêt, réalisés en Corian bleu foncé, ont été dessinés sur-mesure par les architectes de l’agence néerlandaise, dans un style épuré. Les rayonnages, les serre-livres, les tables et les chaises pour la consultation, sont réalisés dans une résine translucide et discrète. Icônes du design du XXe siècle, des Panton chairs de couleur noire y sont associées pour le confort de la lecture sur place.

#### La dimension écologique
La lumière extérieure est contrôlée par des stores vénitiens automatisés. La climatisation est absente, les architectes ayant fait le choix d’un système de ventilation naturelle : l’air neuf pénètre par une grille installée au pied des façades tandis que l’air vicié est extrait à travers les faux plafonds.

### Les espaces

#### Le forum
Le rez-de-chaussée est un volume ouvert qui comporte une banque d'accueil et un kiosque presse ainsi qu'un espace Facile à lire, sélection d'ouvrages réalisée par les bibliothécaires sur des critères d’accessibilité et de lisibilité afin de favoriser l'accès à la lecture aux publics qui s'en trouvent éloignés. S'y situent aussi des bornes de prêt et de retour, l'emprunt des documents étant entièrement automatisé. L'accès à l'étage supérieur se fait par un escalator.

#### La salle de lecture
La salle de lecture est continue mais chaque bras de la croix accueille un pôle de connaissance que le programme prévoyait de relier par des passerelles. Le choix s'est finalement porté sur un espace unique, « l’idée (étant) de faire confiance à l’intuition du lecteur, lui permettre de se perdre et de découvrir des domaines qui lui sont étrangers. Bref, de créer un lieu de hasard et de rencontre. ». Les rayonnages sont sur roulettes afin que les bibliothécaires puissent redéfinir leur position. Ils présentent des écrans tactiles qui donnent accès à 132 000 couvertures et dos d’ouvrages récents numérisés (données 2017) : les « feuilletoirs »,. Chaque pôle dispose d'un bureau de renseignements et celui du pôle Arts comprend un point destiné à l’accueil personnalisé des personnes en situation de handicap. Alternant avec ce vaste espace ouvert, des alcôves sont aménagées dans la paroi séparant la salle de lecture de la salle de consultation du fonds ancien, plus intime.

#### L'espace pour les enfants
Situé au deuxième étage qui s'apparente à une poutre habitée, il est constitué d’un plateau libre, d’une salle de travail de 35 places et d’un espace réservé à l’heure du conte : la Bulle. Cet espace est protégé par un « rideau tipi » qui l'isole de l'espace et du temps. Le pôle présente les collections pour les enfants jusqu'à l'âge de huit ans : albums, contes, romans, documentaires dans les différentes disciplines thématiques, bandes dessinées, CD, DVD, ainsi qu'un choix de magazines. Une sélection d'applications numériques pour les 4-8 ans est proposée, avec prêt d'une tablette pour une durée d'une heure. Des ateliers de découverte d'applications autour d'une thématique donnée sont organisés plusieurs fois par an à destination des enfants de moins de neuf ans.

### Les réserves
Afin de répondre aux attentes du maître d'ouvrage qui demandait que la hauteur fixée du bâtiment soit respectée et que le large parvis minéral faisant corps avec l'espace public soit libéré, les architectes ont fait le choix d'implanter les réserves en sous-sol. Les magasins de stockage occupent 1 800 m2 de superficie et comprennent 14 km linéaires de rayonnages fixes et mobiles. Les livres sont descendus et remontés grâce à un impressionnant robot de tri.

### Distinctions
Sélectionnée parmi quatre édifices pour le concours de l’ArchiDesignClub Awards organisé par Muuuz, un magazine de tendances des professionnels de l’architecture, de l’agencement et de la décoration, la bibliothèque a été désignée lauréate dans la catégorie « Culture, conservatoires et médiathèques » le 1er mars 2017,. La bibliothèque Alexis-de-Tocqueville de Caen est le deuxième équipement culturel de cette catégorie réalisé par Rem Koolhaas, après la bibliothèque centrale de Seattle, livrée en 2004.

### Dédicace à Rem Koolhaas
En 2020, deux artistes plasticiens, Anne Arc et Serge Chamchinov, ont créé dans leur atelier à Granville le livre d'exception intitulé La Citadelle N49°10′56″N0°21′02″O. C'est une œuvre originale et conceptuelle dédiée à l’architecture de Rem Koolhaas et en particulier au bâtiment de la bibliothèque construite à Caen. Ce livre d’artistes comprend le poème « à Rem / Koolhaas opgedragen » écrit par Anne Arc en Néerlandais et en Français. Le texte a été installé typographiquement sur les pages-leporello. Il porte une série de compositions graphico-sculpturales (technique de découpage) par Serge Chamchinov. Conception : « architecture virtuelle ». Collection « Bauhaus-21 ». Fait à quatre exemplaires uniques, le volume est consultable à la Bibliothèque Alexis de Tocqueville (Caen) et à la Bibliothèque royale des Pays-Bas (La Haye) .